# 内阁大臣 (英国)
英皇陛下首席國務大臣，簡稱內閣大臣是英國政府的資深官方部長，各自會擔任所屬內閣部門的首長。所有內閣大臣都是英國內閣的閣員，集體負責制定政策及策略。
一般內閣大臣的正式頭銜為「英皇／女皇陛下的首席【政策範疇】大臣」（His/Her Majesty's principal secretaries of state for ...）；然而是有例外的，如財政大臣的英文頭銜為「Chancellor of the Exchequer」。若干部門的內閣大臣之下會設有名為國務大臣（Minister of State）的職位，輔助大臣們掌管部門及處理政務。
按照慣例，所有內閣大臣必然是上議院或下議院的議員，並由英國君主按照首相建議而任命的。但近代的歷屆內閣中，通常只有上議院領袖會仍然由非國會議員擔當。
法例上通常只會稱之為「內閣大臣」，皆因《1978年釋義法令》規定該詞語泛指任何內閣大臣之一。由於內閣大臣的職權及政策範圍會由英國首相編配，所以各自的法定權力會受到限制。例如，理論上內政大臣是可以隨時行使涉及衛生大臣的權力，但實際上要負起巨大的政治責任。
根據《1975年大臣及其他薪酬法令》，最多只有21名內閣大臣可以領取薪俸。目前而言，施紀賢內閣共有21名內閣大臣。

## 歷史

### 英格兰王国
在中世纪，英格蘭國王会任命一个助手，称为“国王书记（king's clerk）”（即后来的“秘书（secretary）”），其职责是处理国王的书信。亨利八世之前，国王只有一个秘书，亨利八世任命了两个。在伊丽莎白一世（1558-1603）时代，这些人获得了“内阁大臣（Secretary of State）”的称号。1688年成立内阁后，两名內閣大臣承担了更高的职责，管理两个部门，其称呼也变成了“南方部大臣”和“北方部大臣”。两者都涉及内政事务，但他们在外交上的职责有差异，所以一个处理北欧的新教国家，另一个处理与南欧的罗马天主教国家的关系。南方部大臣地位在北方部大臣之上。

### 联合王國
在1708年，英格兰与苏格兰联合之后，创建蘇格蘭事務大臣的职位；但这第三个內閣大臣职务从1742年到1768年被撤銷，第三大臣再次创立的时候，担负了大英帝国日益增加的行政事务。1782年，南方部改组为内政部，北方部改为外交部，第三大臣再次取消。1794年，第一次反法同盟战争期间，第三大臣第三次建立起来，负责战争部的工作。7年后，殖民地事务从内政部移交给陸軍部。1854年，创建了第四大臣，专管陸軍部，1858年，创建了管理印度事务的第五大臣。
直到第一次世界大战，这个格局没有变化。战后十年间，有三个內閣大臣职位建立，一位是从战争部拆分出来的空軍大臣；一位是从殖民地部拆分而出的自治领大臣；还有一位是重新回归內閣大臣级的苏格兰大臣。
二战中，政府的职能范围非常之广，许多新部门组建起来，但没有部门的首长成为內閣大臣。这一情况持续到第二次世界大战后。1946年，英国调整国防机构，空军大臣降级。1947年印度独立后，印度事务部和自治領事务部合并进外交及联邦关系部。几年后，随着大英帝国国力的萎缩，殖民地部和英联邦关系部合并为英联邦部。1964年，国防部成立，其首長成为內閣大臣。1968年，英联邦部与外交部合并为今天的外交及联邦事务部。
但是內閣大臣这个词汇的含义也发生了改变，1964年哈罗德·威尔逊首相上台，他开始把英国内阁中各种五花八门的头衔统一为內閣大臣，只有个别例外。到二十世纪末，几乎所有内阁部门的首长都是內閣大臣，唯一没有变化的是财政大臣。与六十年代之前內閣大臣这一头衔的总体稳定相比，之后內閣大臣的职责和数量的流动性都非常大，只有外交大臣和内政大臣的职责没有太大变化。

## 当前职位
- 外交、聯邦及發展事務大臣（1782年设立外交大臣；2020年改為現名）
- 內政大臣（1782年设立）
- 蘇格蘭事務大臣（1709-1746；1926年升格至今）
- 教育大臣（1964年设立教育和科学大臣；2010年改现名）
- 國防大臣（1964年设立）
- 威爾斯事務大臣（1964年升格）
- 北愛爾蘭事務大臣（1972年设立）
- 就業及退休保障大臣（前身劳工部和社会保障部1968年升格，2001年合并）
- 運輸大臣（1976年设立；1979-1981年降格；1997-2002年合并进其他部门）
- 文化、傳媒及體育大臣（1992年设立国家遗产大臣；1997年首次使用现名；2010-2012年管理奥运；2017-2023年管理数字化事务）
- 環境、食物及鄉郊事務大臣（2001年設立）
- 司法大臣（2007年設立）
- 衛生及社會關懷大臣（2018年設立）
- 房屋、社區及地方政府大臣（2018年設立；2024年改回原名）
- 商業及貿易大臣（2023年設立）
- 能源安全及淨零大臣（2023年設立）
- 創新科技大臣（2023年設立）

偶尔会颁发首席大臣的荣誉称号，自1962年以来一直存在。

## 已废止职位
- 北方部大臣（1660–1782；改为外交大臣）
- 南方部大臣（1660–1782；改为内政大臣）
- 外交大臣（1782–1968；改为外交及联邦事务大臣）
- 殖民地事務大臣（1768–1782；1854–1966；并入英联邦事务大臣）
- 陸軍大臣（1794–1801；1854–1964；1946年降格；并入国防大臣）
- 陸軍及殖民地大臣（1801-1854；拆分为陸軍大臣和殖民地大臣）
- 印度事務大臣（1858–1947；从1935年称印度和缅甸大臣；并入英联邦关系大臣）
- 空军大臣（1918–1964；1946年降格；并入国防大臣）
- 自治领大臣（1925–1947；并入英联邦关系大臣）
- 英联邦关系大臣（1947–1966；改为英联邦事务大臣）
- 工业、贸易和区域发展大臣（1963–1964；改为贸易和工业大臣）
- 教育和科学大臣（1964–1992；改为教育大臣）
- 经济事务大臣（1964–1969；废除）
- 英联邦事务大臣（1966–1968；并入外交及联邦事务大臣）
- 就业和生产力大臣（1968–1970；改为就业大臣）
- 社会服务大臣（1968–1988；拆分为卫生大臣和社会保障大臣）
- 外交和联邦事务大臣（1968-2020；并入外交、聯邦及發展事務大臣）
- 能源大臣（1974–1992；并入贸易和工业大臣）
- 贸易大臣（1974–1983；并入贸易和工业大臣）
- 工业大臣（1974–1983；并入贸易和工业大臣）
- 物价和保护消费者权益大臣（1974–1979；废除）
- 社会保障大臣（1988–2001；并入工作和养老金大臣）
- 教育大臣（1992–1995；并入教育和就业大臣；2010年恢复）
- 国家遗产大臣（1992–1997；改为文化、传媒和体育大臣）
- 教育和就业大臣（1995–2001；拆分为教育和技能大臣，工作和养老金大臣）
- 环境、交通和区域大臣（1997–2001；拆分为交通、地方政府和区域大臣，环境、食品和郊野大臣）
- 国际发展大臣（1997-2020；并入外交、聯邦及發展事務大臣）
- 交通、地方政府和区域大臣（2001–2002；拆分为交通大臣，副首相办公室）
- 宪制事务大臣（2003–2007；拆分为内政大臣和司法大臣）
- 教育和技能大臣（1964–2007；拆分为儿童、学校和家庭大臣，创新、大学与技能大臣）
- 贸易和工业大臣（1970–2007；改为商务、企业和监管改革大臣）
- 商务、企业和监管改革大臣（2007–2009；改为商务、创新和技能大臣）
- 创新、大学与技能大臣（2007–2009；并入商务、创新和技能大臣）
- 商务、创新和技能大臣（2007–2016；改为商务、能源和产业战略大臣）
- 能源和气候变化大臣（2008–2016；并入商务、能源和产业战略大臣）
- 退出欧洲联盟事务大臣（2016年设立；2020年1月31日，英國正式脫歐，此職隨脫歐部被裁撤。）
- 国际贸易大臣（2016-2023；并入商業及貿易大臣）
- 內閣辦公室大臣（2023-2024）
- 地方發展、房屋及社區大臣（2006年设立社區及地方政府事務大臣；2018年设立房屋、社區及地方政府大臣；2021年改為现名；2024年改回前名）